# 尼爾吉里南鰍
尼爾吉里南鰍（學名：Schistura nilgiriensis）為輻鰭魚綱鯉形目條鰍科南鰍屬的其中一種。分布於亞洲印度泰米爾納德邦Pykara水壩流域，體長可達5.1公分，棲息在水流快速、礫石底質河川底層水域，生活習性不明。

## 扩展阅读
維基物種上的相關：尼爾吉里南鰍